# Interletraje
El interletraje o interletra en tipografía es el espacio que se añade entre letras para diversas funciones visuales. Este término se aplica a dos tipos distintos de espaciado, conocidos normalmente por sus nombres ingleses:
- el kerning, o —en español— acoplamiento, se aplica entre pares de letras para compensar ópticamente sus diferentes formas y evitar la sensación de que están más juntas o separadas que las otras (AV, fo, etc.).Ejemplo de interletraje.

Ejemplo de interletraje.

- el tracking o —en español— prosa, es el espacio blanco que se añade sistemáticamente entre las letras de un texto con funciones estéticas o de diacrítico.

La interletra puede ser positiva o negativa, lo que separa o acerca las letras, respectivamente. 
En la composición con tipos de imprenta, el interletraje se puede conseguir de varios modos. En el caso del kerning, el ojo (la parte con relieve que tiene la forma de la letra) puede sobresalir lateralmente del tipo, lo que permite superponerla con la adyacente; esta parte que sobresale se denomina volado. También se pueden añadir piezas adicionales para separarlas o incluso limar el tipo para acercarlas; en la monotipia, se podían fundir letras de varios anchos, lo que permitía un ajuste relativamente simple y preciso del kerning.

## Facilitación de la lectura y dislexia
Se ha comprobado que un interletraje del 33% del ancho de letra promedio y el usar determinadas fuentes Sans Serif, como Arial y Comic Sans, de tamaño entre 12 y 14 puntos, ayuda a la lectura a todo tipo de personas y, en especial, a las que tienen dislexia.